# Bangor (pays de Galles)
 (avril 2013).
Si vous disposez d'ouvrages ou d'articles de référence ou si vous connaissez des sites web de qualité traitant du thème abordé ici, merci de compléter l'article en donnant les références utiles à sa vérifiabilité et en les liant à la section « Notes et références ».
Cet article concerne la ville du pays de Galles. Pour les autres villes portant ce nom, voir Bangor.
Bangor est une ville du nord du pays de Galles, face à Anglesey dont elle est séparée par le détroit de la Menai. 
Bangor est un siège épiscopal avec une cathédrale remarquable construite au VIe siècle ; elle est l’une des cinq villes galloises qui se sont vu octroyer le statut de Cité. Elle possède le statut de communauté.
En 2008, la population est de 21 735 habitants.[réf. souhaitée]
Elle renferme l'un des collèges de l’université du pays de Galles.

## Toponymie
En gallois, bangor désigne une clôture en clayonnage. Il s'agit probablement d'une allusion à la clôture entourant le monastère fondé par Deiniol au VIe siècle. Ce toponyme est attesté en 634 sous la forme Benchoer.

## Histoire
Il se pourrait que Bangor soit un prieuré fondé par des moines de l'abbaye de Bangor en Irlande. 
Des moines de cette cité, ou de la célèbre abbaye irlandaise ont évangélisé la Bretagne armoricaine. Ils y fondèrent au VIe siècle ap. J.-C. sur l'île de sur Belle-Île-en-Mer un prieuré qui a conservé le nom de Bangor[réf. nécessaire].

## Bangor et les Beatles
C'est dans cette ville que les Beatles et leurs épouses ont été initiés à la méditation transcendantale en compagnie du Maharishi Mahesh Yogi, ce qui devait les conduire un peu plus tard à effectuer leur voyage en Inde. C'est au cours de ce séminaire d'initiation qu'ils apprirent la mort de leur manager Brian Epstein, en août 1967. D'après de nombreux observateurs, ce décès devait les conduire à leur séparation en 1969. 

## Personnalités liées
- Saint Daniel de Bangor Fawr.
- Charlotte Mason (1842-1923), pédagogue, née à Bangor
- Burnett Bolloten (1909-1987), historien de la guerre d'Espagne né à Bangor.
- Claire Hughes, femme politique, est née à Bangor.
- Duffy, chanteuse, est née à Bangor en 1984.
- Hugh Iorys Hughes (1902-1977), ingénieur, est né à Bangor.
- Alex Thomson (1974), skipper, est né à Bangor.
- Cian Ciaran (1976), musicien, compositeur et producteur, né à Bangor.